# 自動車ディーラー
自動車ディーラー（じどうしゃディーラー、英語: car dealership、カーディーラー）とは、新車や中古車を小売する事業者（販売店）のことである。なかでも、自動車メーカー（または、その販売子会社など）と特約店契約を結んだ販売業者のことを指す。販売だけでなく、車検や点検、修理整備などのアフターサービスも提供する。
日本の自動車雑誌などでは、メーカー系列に属する新車販売店の中古車部門で売られている中古車を「ディーラー系中古車」と呼び、メーカー系列に属さない独立系販売業者の中古車と区別している（ディーラーであっても、中古車に関しては特約メーカー以外の車も買取、販売することが多い）。
なお、本稿では日本国内で展開している自動車ディーラーについて述べる。日本国外の自動車メーカーについてはその日本法人と正規輸入代理店のみ記述する。

## 日本の自動車メーカーの新車ディーラー
日本では、自動車メーカー、及びメーカーの制定した販売チャネル毎（車のカテゴリー、顧客層など）になっている。ただ、市場構造の変化などで、1990年代から販売チャネルを統合する動きが出ており、全販売チャネルで全部の車種を扱うかたちに変更したり、県単位で存在する販売会社を地域ごとに広域統合するメーカーもある。
運営法人は、自動車メーカー自身で経営する「メーカー系」と、地域の有力者や企業の出資でディーラー権を取得し経営する「地場系」の2つに分類される。
自動車の価格は耐久消費財の中では比較的高額であり、日本では自動車の販売取引行為に際して官公庁の検査や諸登録が必要であることなど、販売形態が特殊であることから、家電量販店やディスカウントストアなどのような、複数メーカーの新車販売を大規模に扱う販売店（外国で言うメガディーラー）は出現していない。一部の自動車整備業や農業協同組合（JA）、独立系中古車販売店は新車ディーラーから取り寄せる形で、小規模ながら複数のメーカーの新車（主に軽自動車）の販売を行う場合があり、これらは「サブディーラー」（販売会社やメーカーにより「販売協力店」など様々な呼び方がある）と呼ばれる。この他、地場系ディーラーの場合は複数メーカーの販売会社を同一資本下で展開することも見られる。

### トヨタ
- トヨタブランド
  - トヨタ店
  - トヨペット店
  - トヨタカローラ店（旧：トヨタパブリカ店）
  - ネッツ店（旧：トヨタオート店、後にトヨタビスタ店も統合）
  - 上記チャネルを運営している企業間の経営統合により複数チャネルが統合、または企業の商号変更により上記チャネル名を変更したディーラー[注釈 1]。
    - トヨタモビリティ
      - トヨタモビリティ東京
      - トヨタモビリティ富山
      - トヨタモビリティ中京
      - トヨタモビリティ東名古屋 
      - トヨタモビリティ釧路 
      - トヨタモビリティ滋賀 
      - トヨタモビリティ新大阪 
      - トヨタモビリティ神奈川（屋号のみ変更。社名は存続会社となった「神奈川トヨタ自動車」）

    - トヨタユナイテッド / ユナイテッドトヨタ
      - トヨタユナイテッド静岡 
      - トヨタユナイテッド奈良
      - ユナイテッドトヨタ熊本 

    - 上記4チャネルの内、複数チャネル名称を掛け合わせた商号、屋号に変更したディーラー
      - トヨタカローラネッツ岐阜
      - 石川トヨペットカローラ

    - 上記4チャネルとは関連の無い商号、屋号に変更したディーラー
      - トヨタS&D西東京（個人向け事業を展開）
      - トヨタS&Dフリート西東京（法人向け事業を展開）
      - ウエインズトヨタ神奈川
      - NTPトヨタ信州 

    - その他、特筆性の高いディーラー
      - 沖縄トヨタ自動車（経営統合後、存続会社の社名を維持したが、全店舗の屋号を「トヨタウン」に統一）
      - NTP名古屋トヨペット（経営統合後、商号と屋号に「NTP」を加えた）
      - ひだかトヨタ自動車販売 （各都道府県の特定エリアのみの複数チャンネルを統合した会社）
      - 東かがわトヨタ自動車販売（同上）

- レクサスブランド
  - レクサス店

### 日産
2007年2チャネル体制を廃止した。
- （旧）ブルーステージ
  - （旧）日産店 / （旧）日産モーター店
- （旧）レッドステージ
  - （旧）日産サティオ店（旧：日産サニー店） / （旧）日産プリンス店 / （旧）日産チェリー店（但し大半はプリンス店に統合）
- （旧）レッド&ブルーステージ
- 日産ハイパフォーマンスセンター

現在は、日産ハイパフォーマンスセンターでのみ販売・点検が行われるGT-R以外は全店が全車種を取り扱う。

### ホンダ
- Honda Cars店
  - （旧プリモ店）
  - （旧クリオ店）
  - （旧ベルノ店）

### 三菱
- ミツビシモータース
  - （旧ギャラン店）
  - （旧カープラザ）

### マツダ
- マツダ店
- マツダアンフィニ店（旧：マツダオート店、後にユーノス店も統合）
- マツダオートザム店

### ダイハツ
- ダイハツ店

### スズキ
- スズキ店
- スズキアリーナ店（旧：カルタス店）

### スバル
- スバル店
- スバルショップ

### いすゞ
- いすゞ総合店
- いすゞモーター店
- いすゞオート店
- いすゞユーマックス

## 日本国外の自動車メーカーの日本法人およびディーラー
ディーラー（輸入元・販売元）の移り変わりが激しいのが特徴である。
1981年、BMWが、輸入車メーカーとしては初の日本法人「BMW JAPAN」を設立した。日本でのビジネスを輸入代理店任せにしないで自分の力で展開しようという意思表明であった。
1990年代以降、メルセデス・ベンツやフォルクスワーゲンも日本法人を設立し、日本での販売体制を整えていった。
1990年代後半以降になり、バブル崩壊を経て、日本での販売の主導権はメーカーが掌握することとなった。現在では、ほとんどのメーカーが日本法人を設立し、ブランド力やサービス品質の向上に努めている。
その一方、ディーラーを運営する会社も、メーカーからの高度な要求に応えられる経営体力や販売能力が要求されるようになり、2000年代に入ってからは各ブランドにおいて、これらの要求に対応できないディーラーの閉鎖・撤退・経営譲渡・ディーラー権解除が続出している。2010年代に入ってからは、メーカーの主導で、販売力の強い会社に複数の地域での販売を任せるようになっている。ディーラー会社も様々な生き残り戦略を実行しており、首都圏や大都市圏に進出したり、複数の小規模ディーラー会社をM&Aで買収し経営規模を巨大化させたりしている。
かつては日本車ディーラーで輸入車を取り扱っていたことがあり（三菱ギャラン店におけるメルセデス・ベンツ、ホンダ販売会社におけるジープなど）、その名残で日本車ディーラーの関連会社に輸入車ディーラーが名を連ねていることがある。また、外国メーカーと提携しているメーカーのディーラーの場合、提携先のディーラーを運営することもある（例：ルノーのディーラーは各地の日産販売会社が運営）。
イギリスのケータハムカーズの国内ディーラーだったエスシーアイの親会社（VTホールディングス）が子会社している。

### ゼネラルモーターズ
- ゼネラルモーターズ・ジャパン
  - キャデラック・シボレー店

### フォード・モーター
- フォード・ジャパン（日本から撤退）[注釈 3][注釈 4]
- 旧オートラマ（マツダとの合弁）

### クライスラー/ジープ/ダッジ
- Stellantisジャパン
  - ジープ[注釈 5]

### メルセデス・ベンツ / スマート
- メルセデス・ベンツ日本
  - メルセデス・ベンツ店[注釈 6][注釈 7]

### フォルクスワーゲン
- フォルクスワーゲングループジャパン
  - フォルクスワーゲン店[注釈 8]

### ベントレー
- フォルクスワーゲン グループ ジャパン

### BMW / MINI
- BMW JAPAN
  - MINIディーラー[注釈 9]
  - Yanase BMW

### アルピナ
- ニコル・レーシング・ジャパン[注釈 10]

### アウディ
- フォルクスワーゲン グループ ジャパン
  - ヤナセオートモーティブ

### ポルシェ
- ポルシェジャパン

### ボルボ・カーズ
- ボルボ・カー・ジャパン

### ジャガー、ランドローバー
- ジャガー・ランドローバー・ジャパン

### ルノー
- ルノー・ジャポン

### プジョー
- Stellantisジャパン[注釈 11]

### シトロエン
- Stellantisジャパン[注釈 11]

### DS
- Stellantisジャパン[注釈 12]

### 現代自動車
- Hyundai Mobility Japan 株式会社（2022年「ヒョンデ」読みで再参入時はオンライン販売のみ、旧ヒュンダイモータージャパン）

### フィアット、アルファ・ロメオ、アバルト
- Stellantisジャパン
- ウイルプラスチェッカーモータース
- ガレーヂ伊太利屋[注釈 13]

### フェラーリ
- フェラーリ・ジャパン
- コーンズ・アンド・カンパニー・リミテッド（マセラティ、ロールス・ロイス、ベントレーも販売）

### プロトン
- キャロッセ

### マセラティ
- マセラティ・ジャパン

### ランボルギーニ
- フォルクスワーゲン グループ ジャパン
- Cornes AG

### ロータス
- エルシーアイ

### TVR
- オートトレーディングルフトジャパン

### ブガッティ
- ブガッティジャパン

### テスラ
- テスラモーターズジャパン

### RUF
- RTC

### スカニア
- スカニアジャパン

### アストンマーティン
- アストンマーティン・ジャパン・リミテッド

## その他のディーラー

### 部品
一部の自動車メーカーでは自動車販売ディーラーとは別途、自動車部品の販売業務を専門とする自動車部品販売専門のディーラー網を設けている。（以下、部品ディーラー）
これらの部品ディーラーは自動車メーカーとの間で部品販売に関する特約店契約を結んでいる。全国を1社でカバーする場合もあるが、部品ディーラーによっては地域単位または都道府県単位で設置され、各自動車販売ディーラーのサービス部門や一般の自動車部品販売店・カー用品店・自動車整備工場へ部品供給を行っている。
主な取扱商品は、言うまでもなく特定の自動車メーカー製の純正部品であるが、一部メーカーでは自動車メーカー自身が開発し他メーカー車にも対応したプライベートブランドによる自動車部品が各部品ディーラーの拡販の為に積極的に活用されている。
なお、部品ディーラー網を特に設けていないメーカーや、地域や都道府県によっては自動車販売ディーラーが部品ディーラーを兼ねている。

### アフターサービス
日本では輸入車の一部しか見られないが、自動車メーカーとの間でアフターサービスに関する業務のみの特約店契約を結んだアフターサービス専門業者が存在する。駆け込み寺よろしく「寺」と略称されることがある。
主に自メーカーの販売拠点の存在しない都道府県において、ユーザーにアフターサービスを提供する目的の為に設置される。
元々は自動車販売ディーラーだったが、メーカーの日本市場からの販売業務撤退によって販売権を失うものの、アフターサービス業務はそのまま継続する、といったケースもある。

## 各ディーラーの店舗全景

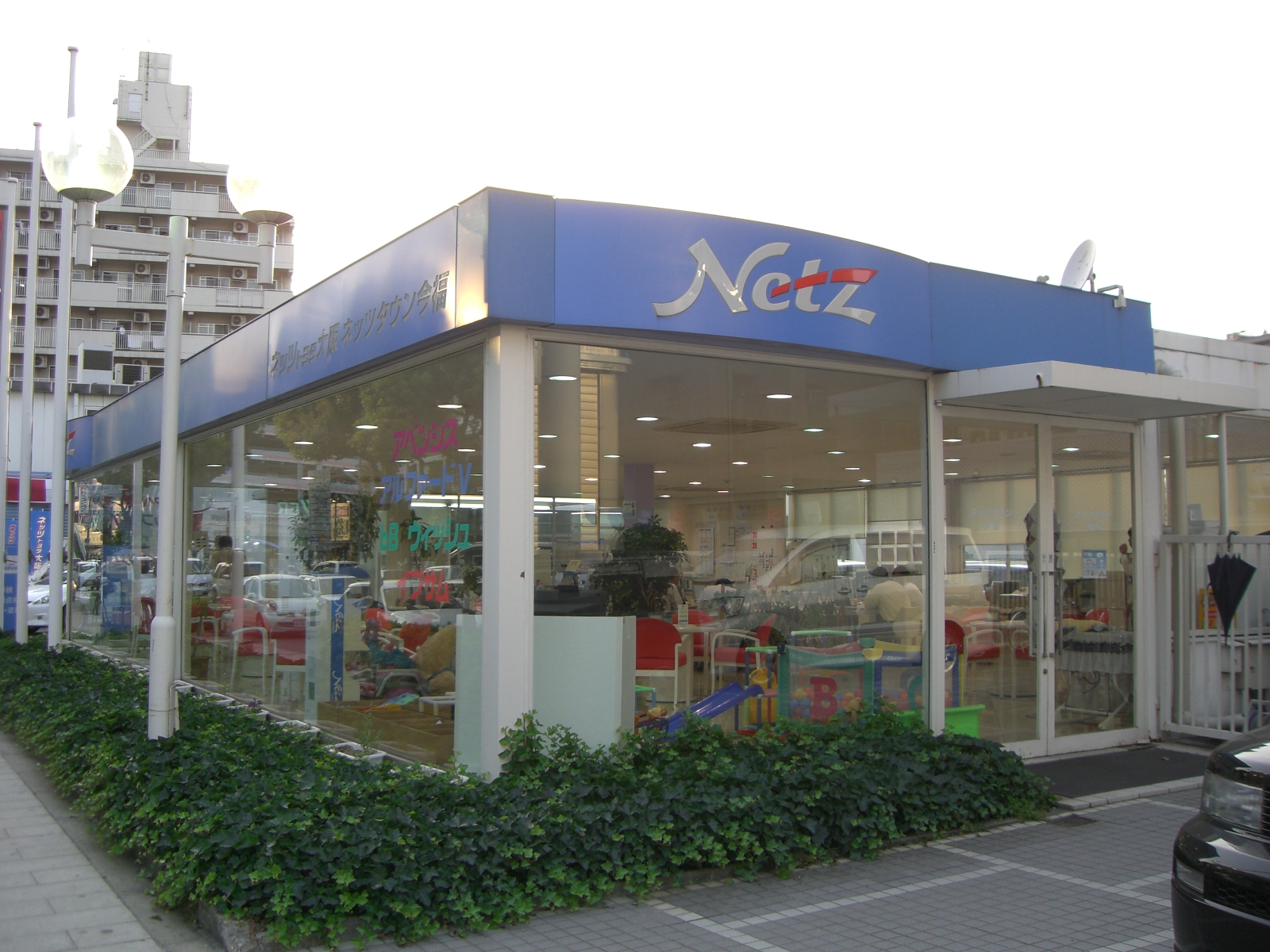
日本・ネッツディーラー
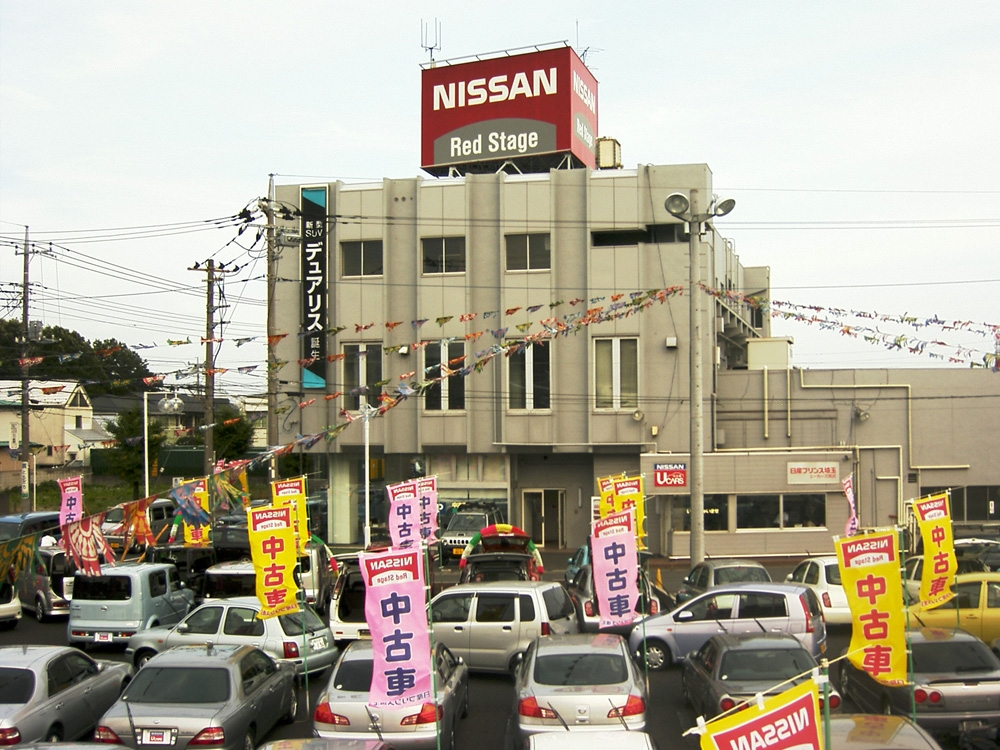
日本・レッドステージディーラー
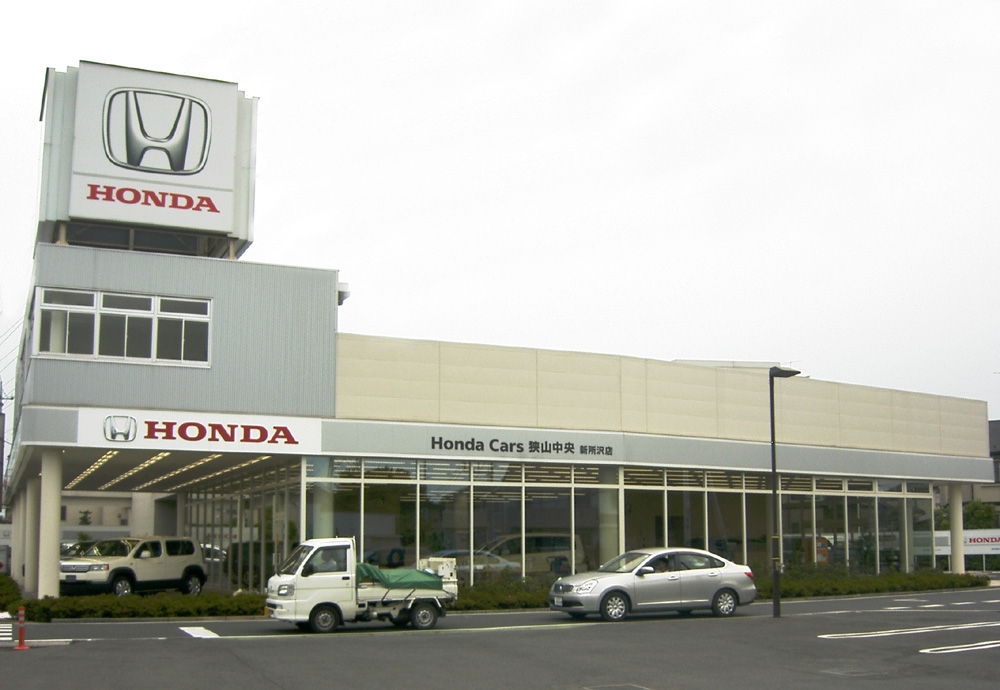
日本・Honda Carsディーラー
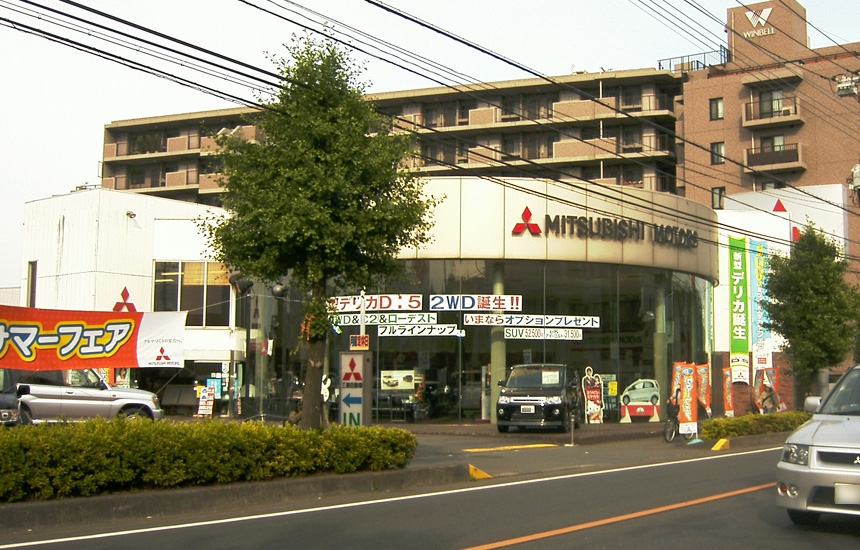
日本・ミツビシモータース
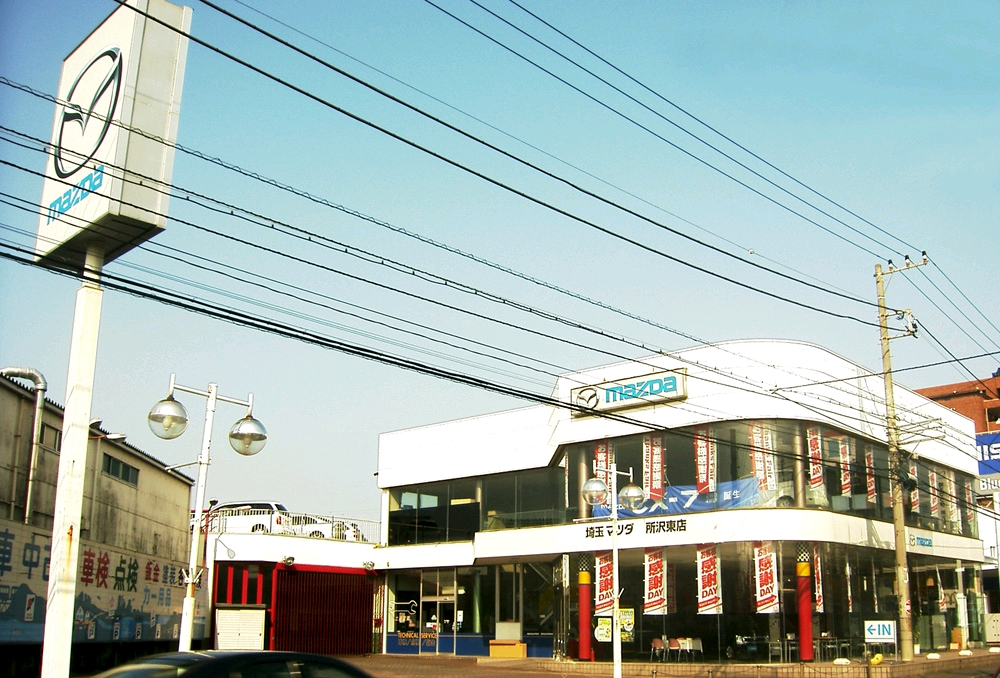
日本・マツダディーラー
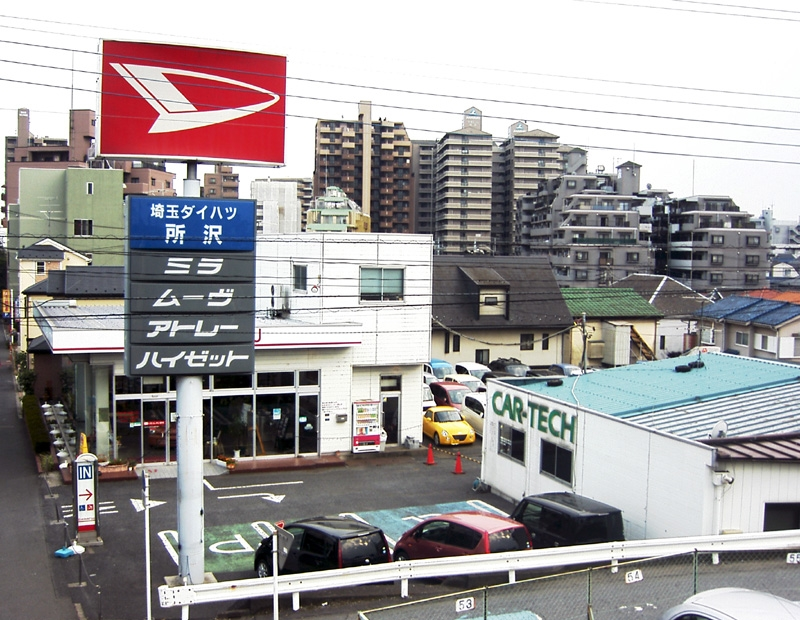
日本・ダイハツディーラー
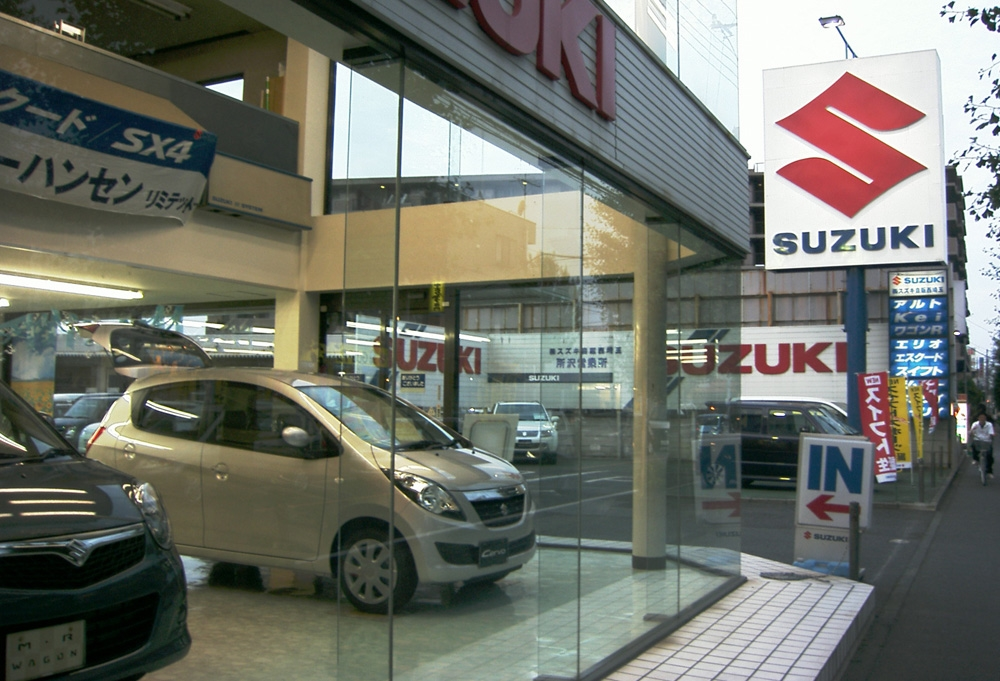
日本・スズキディーラー
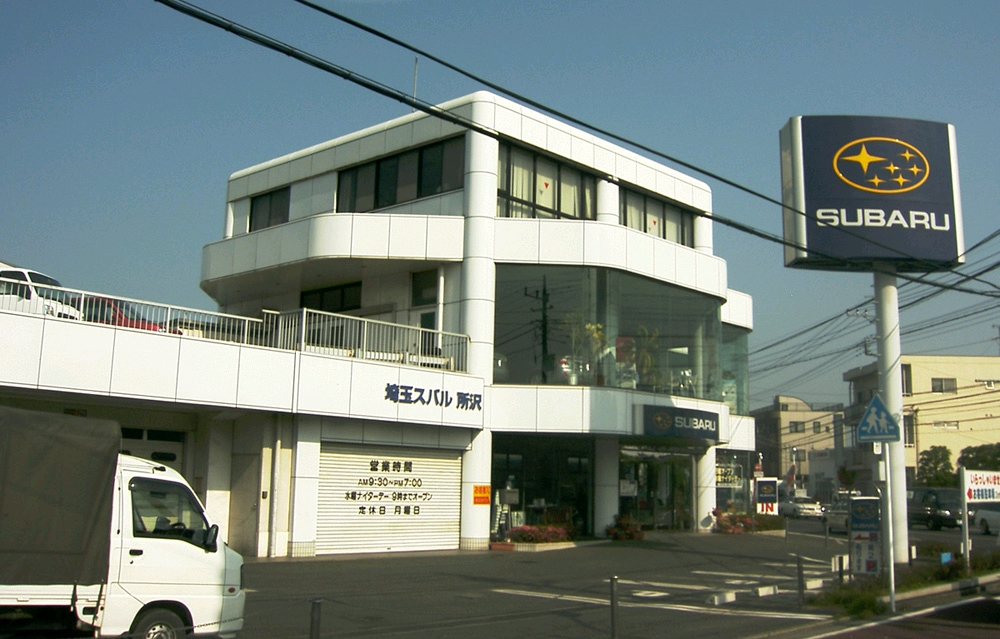
日本・スバルディーラー
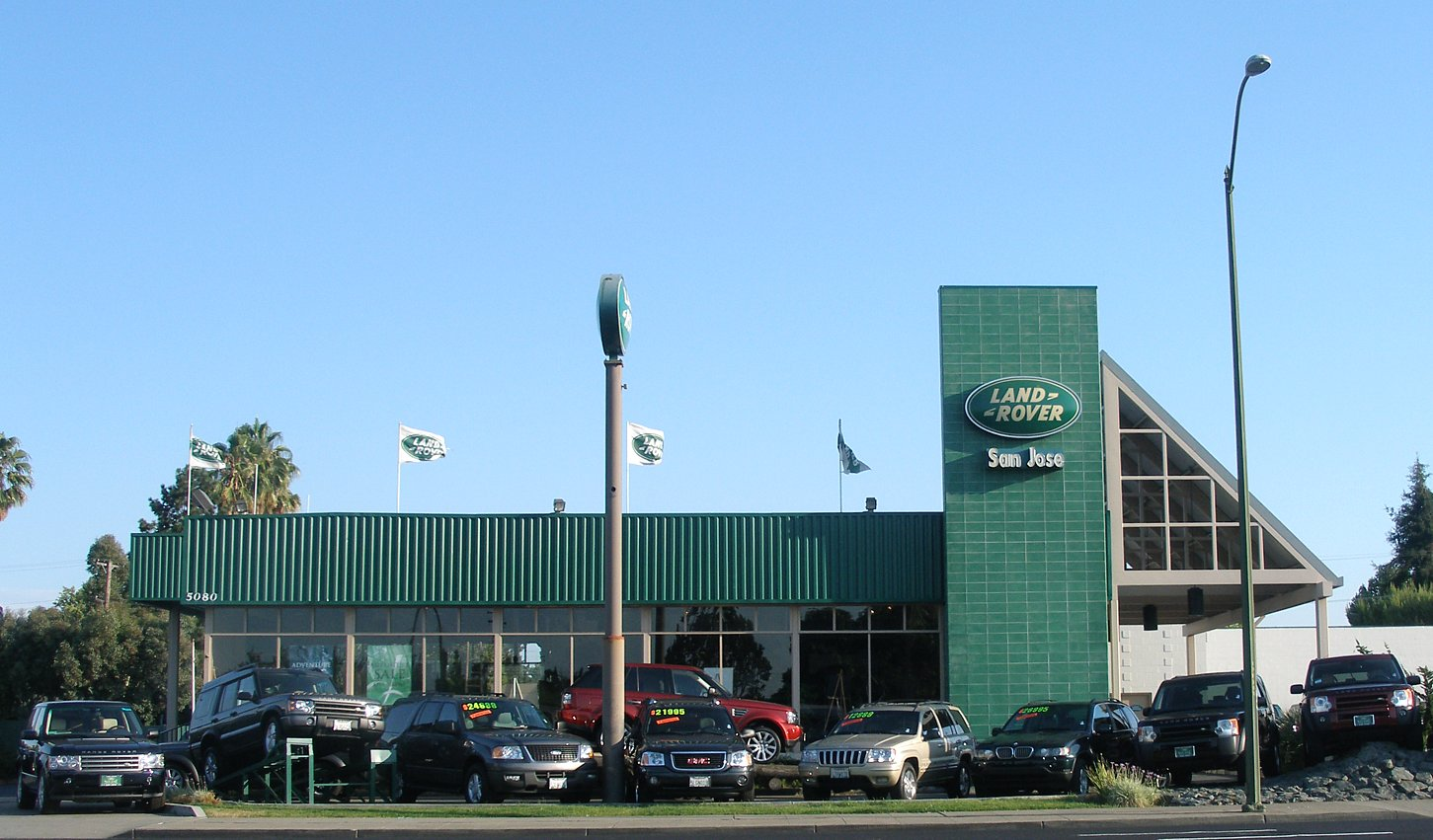
アメリカ合衆国・ランドローバーディーラー
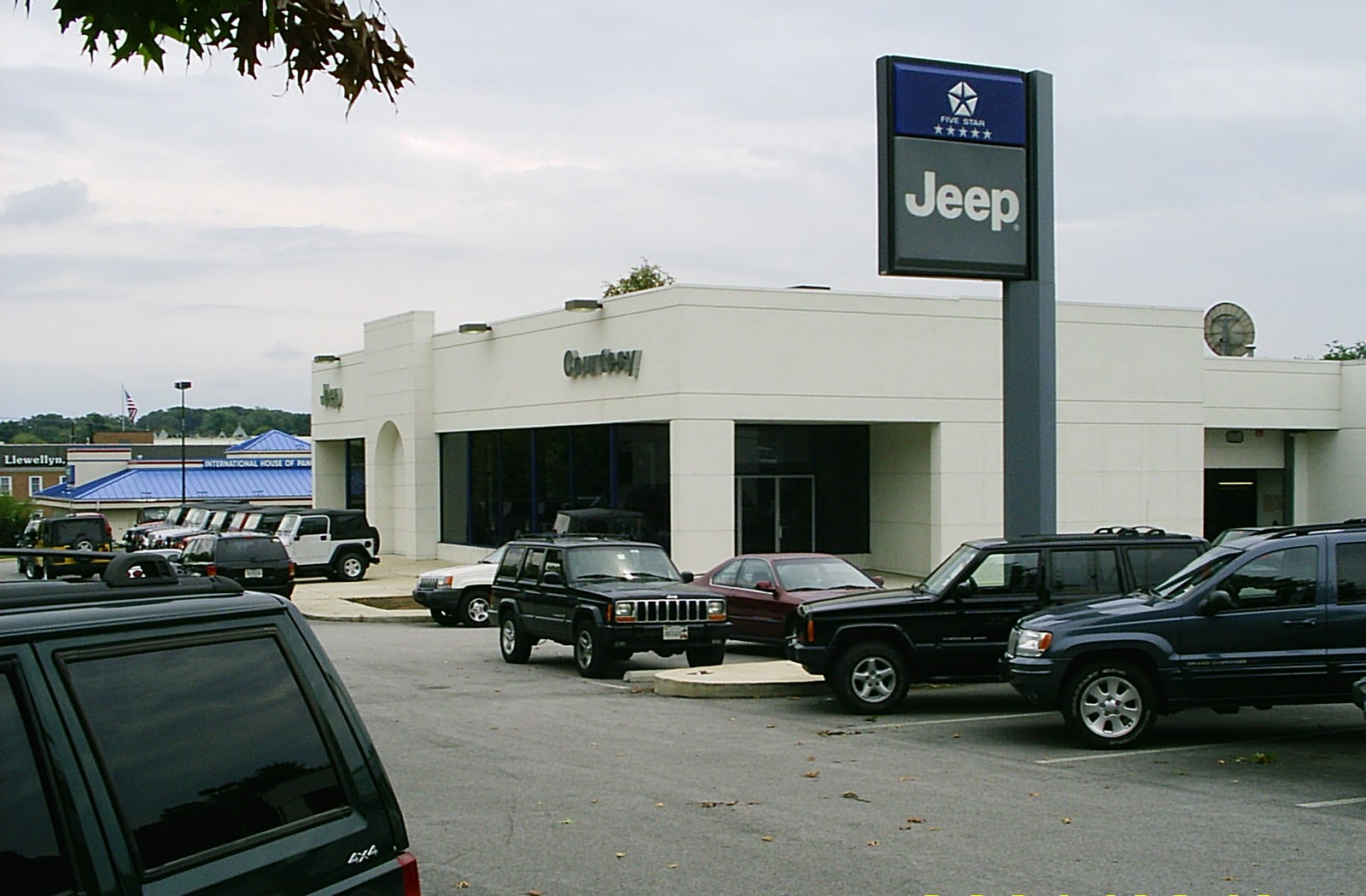
アメリカ合衆国・クライスラーディーラー
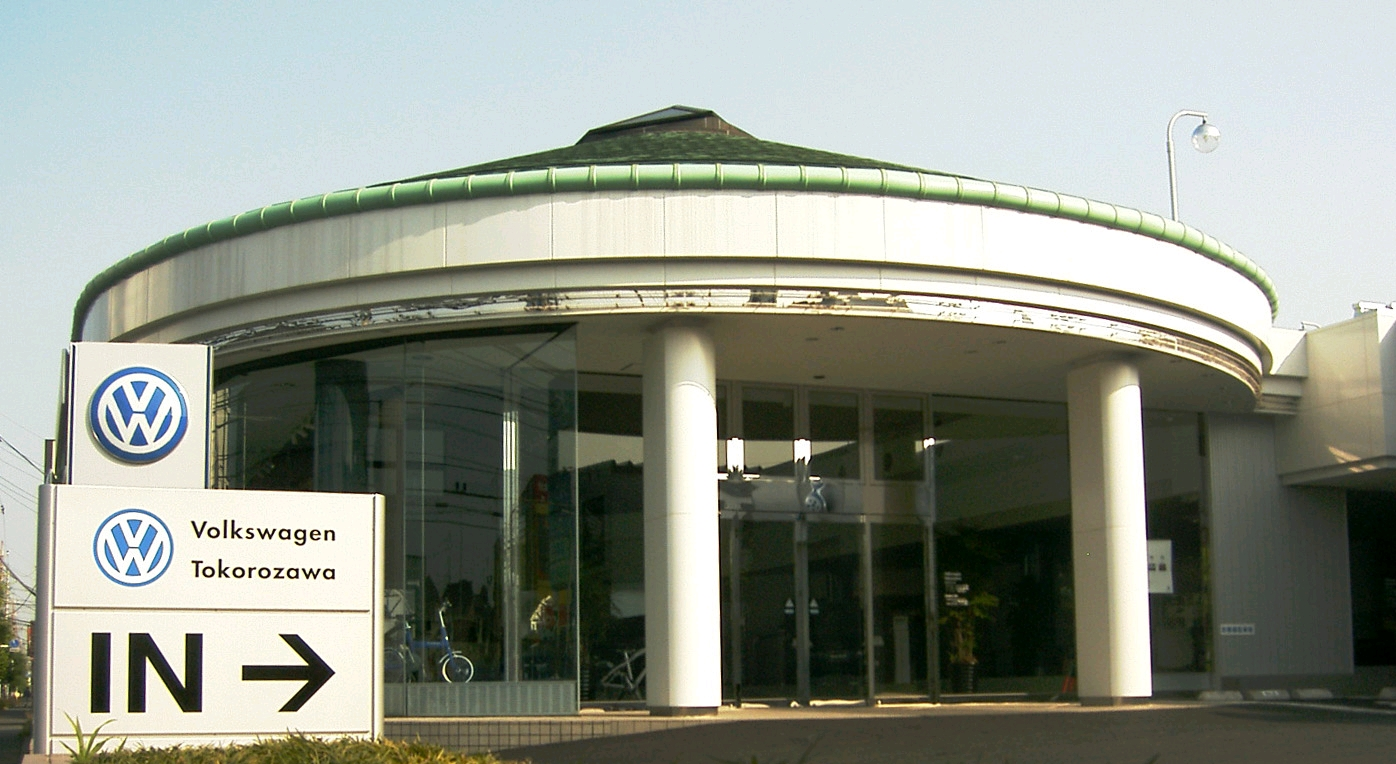
日本・フォルクスワーゲンディーラー
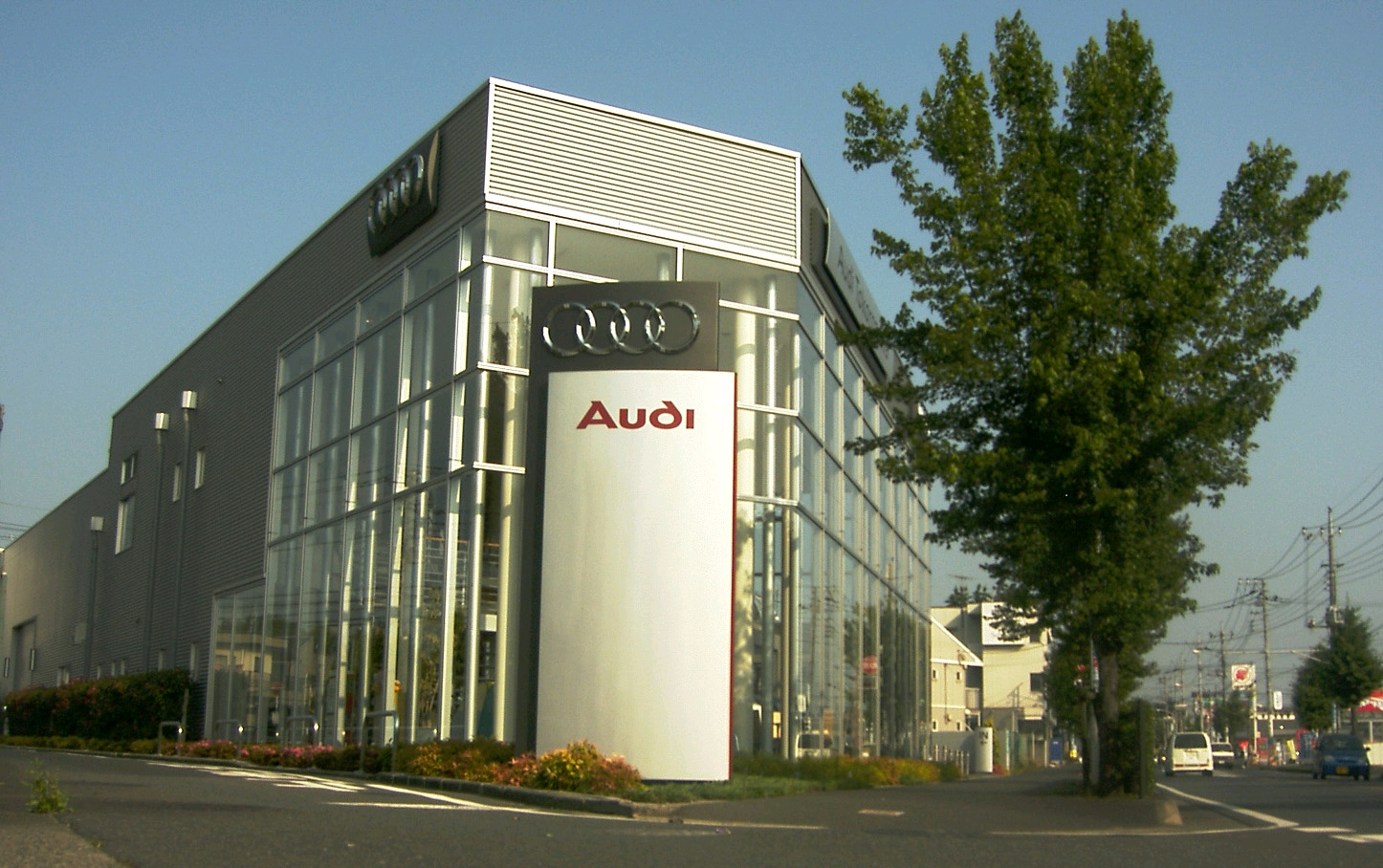
日本・アウディジャパンディーラー
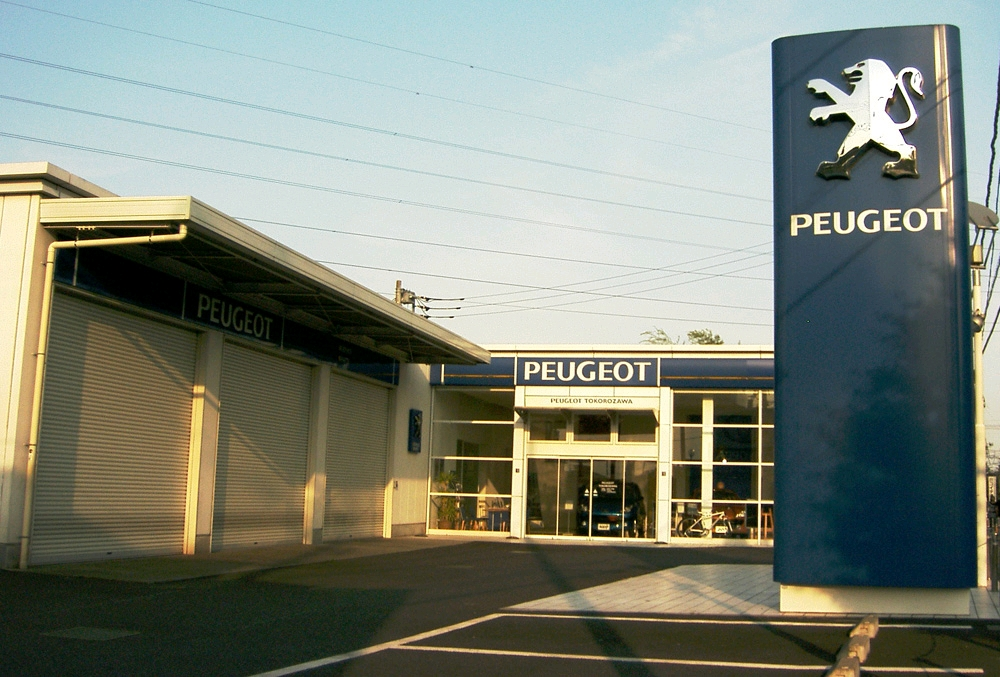
日本・プジョー・ジャポンディーラー
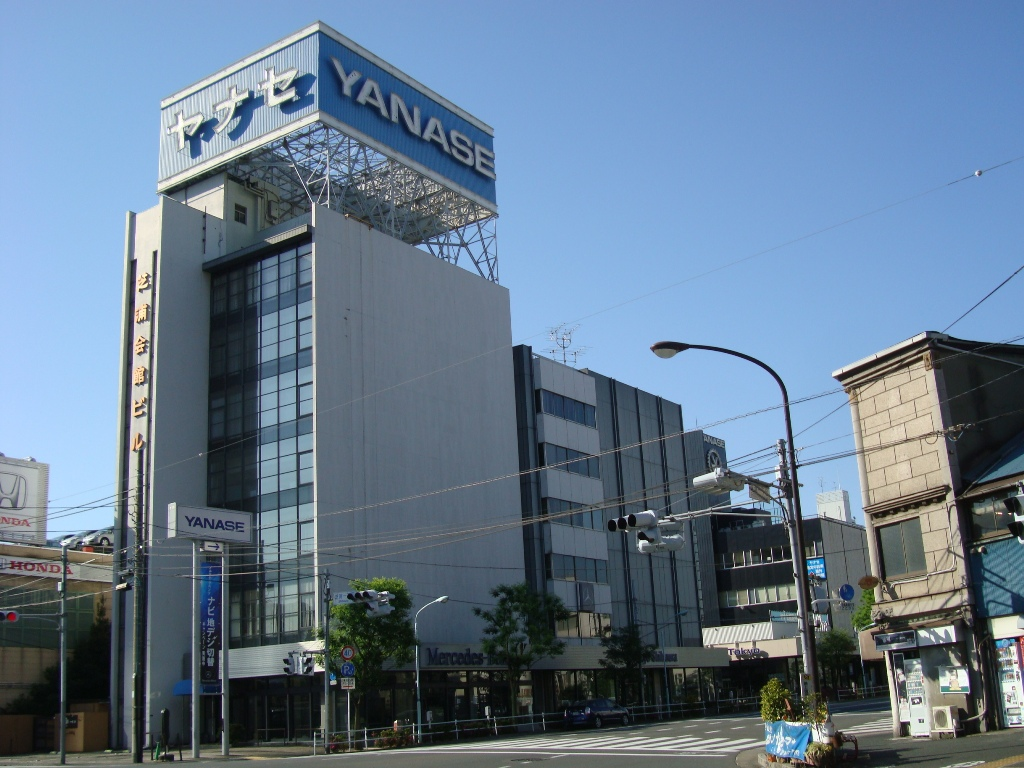
ヤナセ旧本社（東京・芝浦）